# Walter Map
Walter Map, italianizzato in Gualtiero Map (Galles, 1135 circa – 1210 circa), è stato uno scrittore britannico.

## Biografia
Appartenente a una nobile e ricca famiglia gallese, studiò teologia a Parigi dove ricevette anche gli ordini minori. In patria, fece parte della corte di Enrico II d'Inghilterra (1154 - 1189) che lo nominò giudice. 
Conobbe intorno al 1160 Thomas Becket e fu canonico di San Paolo a Londra, partecipò al Concilio Lateranense III, tenutosi a Roma nel marzo 1179. Cancelliere di Lincoln fino al 1186, fu arcidiacono di Oxford fino al 1196 e canonico della cattedrale di Hereford. Fu anche candidato per due volte alla carica di vescovo, senza però riuscire a ottenerla. 
I monaci cistercensi riuscirono a fargli revocare i benefici goduti sulle rendite della chiesa di Westbury-on-Severn, nel Gloucestershire e sembra che quest'episodio abbia provocato la sua violenta ostilità contro l'Ordine cistercense, arrivando a dileggiarne il personaggio di maggior prestigio, Bernardo di Chiaravalle.
Walter Map è autore di un'unica opera certa, il De nugis curialium (Le inezie dei cortigiani), una collezione di racconti, aneddoti e varie notizie, iniziata nel 1181 e curata dopo la sua morte da un copista anonimo, organizzata in cinque sezioni o distinctiones di varia natura ed estensione: la prima di carattere prevalentemente satirico, contiene una assimulatio della corte di Enrico II Plantageneto, paragonata all'Inferno e una satira antimonastica; la seconda contiene miracula e prodigia, questi ultimi prevalentemente attinti dal folklore gallese (vi compaiono fate, fantasmi, demoni ed eroi della tradizione popolare cimbrica); la terza contiene quattro ampie storie la prima delle quali presenta tratti ripici del romanzo arturiano, sebbene abbia un'ambientazione fittizia posta in Oriente, mentre le altre tre hanno intrecci novellistici sul tema dell'amicizia e sull'infedeltà della donna; la quarta distinctio è quella più incompleta: è composta da un prologo, un epilogo, dalla famosa Dissuasio Valerii ad Ruffinum Philosophum ne uxorem ducat e da una serie di testi di genere assimilabile ora alla fiaba popolare (come quella di Nicola Pipe/Cola Pesce e quella di Herlethingo/Herlequin) ora alla novella (come la storia di beffa dei mercanti Sceva e Ollone); la quinta parte infine comprende aneddoti, spesso di carattere caustico e pungente, relativi all'ambiente di corte dei sovrani europei contemporanei, come il re di Francia e lo stesso Enrico II. In questa sede Map si autoritrae in combutta con il figlio illegittimo di Enrico II, mostrandosi mordace e sferzante contro il suo rivale.
Nella prima parte del De nugis curialium mette in ridicolo i tentativi di Bernardo di produrre dei miracoli:
È di dominio pubblico che al citato Bernardo, dopo questa mancanza di grazia, ne toccò un’altra che non favorì la sua fama. Gualtiero, conte di Nevers, morì alla Certosa, e lì venne sepolto. Don Bernardo accorse allora al sepolcro e poiché era rimasto a lungo prostrato a pregare, il priore lo pregò di andare a pranzare dato che era l’ora. Bernardo gli rispose: Non mi smuoverò da qui finché frate Gualtiero non mi parlerà. Ed esclamò a voce alta: Gualtiero, vieni fuori! Ma Gualtiero, che non sentiva la voce di Gesù, non ebbe le orecchie di Lazzaro e non uscì.»
Ironizza sui cistercensi che:

## I cristiani valdesi
Walter Map è una delle fonti più antiche che riferiscano dell'esistenza dei valdesi che, nel De nugis curialium, descrive privi 

Riferisce di quando, nel Concilio in Laterano, gli 
Infatti, l'espressione «madre di Cristo», di origine nestoriana, era stata condannata al Concilio di Efeso del 431 e sostituita dogmaticamente con quella di «madre di Dio». Un'altra interpretazione della risposta dei due valdesi è che essi non potevano dire di credere in Maria, non essendo ella compresa nella Trinità.
Comunque sia, a Map interessava sostenere la tesi che essi, che «chiedevano, con molta insistenza, che fosse confermata l'autorizzazione a predicare, poiché si credevano degli esperti, erano appena dei saccenti».
Walter Map scrisse anche una esortazione a non contrarre matrimonio, in forma di lettera indirizzata a un amico, la Dissuasio Valerii che, come la sua opera maggiore, testimonia il suo spirito di uomo di corte, aristocratico e spregiatore degli umili, curioso e spesso divertente, colto ma leggero e in definitiva superficiale. Gli sono anche attribuiti alcuni canti goliardici, tra i quali il famosissimo «Gaudeamus igitur».

### Opere
- G. Mapes, De nugis curialium, ed. T. Wright, Londra, Cadmen Society, 1851
- De nugis curialium, ed. M.R. James rivista da C.N.L. Brooke e R.A.B. Mynors, Oxford, 1983

### Traduzioni italiane
- Dissuasio Valerii ad Ruffinum philosophum ne uxorem ducat, traduzione di Leon Battista Alberti, Bari, 1966
- Svaghi di corte, a cura di Fortunata Latella, Parma, Pratiche, 1990

### Studi
- E. Turck, De nugis curialium. Le règne d'Henry II Plantagenêt (1154-1189) et l'éthique politique, Ginevra, 1977
- P. Zerbi, «Humillimo nunc incipiunt modo». Note e riflessioni sulla testimonianza di Walter Map a proposito dei primi valdesi, in «Pascua mediaevalia», Lovanio, 1983
- A. Barbero, Nobiltà e cavalleria nel XII secolo, Walter Map e il «De nugis curialium», in «Studi medievali» 25, 1984
- A. Varvaro, Apparizioni fantastiche. Tradizioni folcloriche e letteratura nel Medioevo: Walter Map, Bologna, 1994
- O. Coisson, Walter Map e i valdesi, in «Bollettino della Società di Studi Valdesi», 180, 1997
- J.B. Smith, Walter Map and the Matter of Britain, Philadelphia, University of Pennsylvania Press, 2017
- G. Candela, L'offerta letteraria del De nugis curialium di Walter Map. L'anatomia dell'opera e la sua proposta estetica nel contesto culturale latino, romanzo e celtico del XII secolo, Palermo, 2019